# Recensământul Statelor Unite ale Americii din 1800
Recensământul Statelor Unite ale Americii din 1800 (engleză The United States Census of 1800) a fost cel de-al doilea recensământ (conform, Census) al Statelor Unite ale Americii din cele 23 ale Uniunii până astăzi.  A fost finalizat în ziua de 4 august 1800. 
Din păcate, înregistrările acestui recensământ s-au pierdut ulterior, neputând constitui o sursă de informații azi. 

## Componența Statelor Unite ale Americii în 1800

Animaţie prezentând ordinea intrării statelor în Uniune (1776 - 1959)

În 1800, Statele Unite aveau 16 state, Uniunea fiind constituită din cele 13 state care fuseseră cele treisprezece colonii originare care se răsculaseră contra Marii Britanii în 1775 - 1776, la care s-au adăugat în deceniul 1791 - 1800 următoarele trei entități statale:
- 14. Vermont la 4 martie 1791
- 15. Kentucky la 1 iunie 1792
- 16. Tennessee la 1 iunie 1796